# Augustin Pfleger
Augustin Pfleger (Schlackenwerth, circa 1635 - aldaar, 1686) was een barokcomponist, kapelmeester en tenor uit Bohemen.

## Levensloop
Pfleger werd geboren in Schlackenwerth, het tegenwoordige Ostrov. Mogelijk kreeg hij muziekles van Johann Erasmus Kindermann, maar daarover bestaat geen duidelijkheid. 
Hij werd kapelmeester in Schlackenwerth aan het hof van hertog Julius Hendrik van Saksen-Lauenburg. In 1661 bracht hij bij een uitgever in Hamburg zijn eerste muziekbundel uit: Psalmi, dialogi et motettae.

### Güstrow
In 1662 verliet hij Schlackenwerth en vertrok naar Güstrow om in dienst te treden van hertog Gustav Adolph van Mecklenburg en diens echtgenote Magdalena Sibylla. Pfleger moest zijn zieke vrouw Marianne Stanowskin de Stanowa overigens in Schlackenwerth achterlaten; dit stelde hem voor veel extra onkosten, omdat hij nu twee huishoudens moest financieren.
Aanvankelijk had Pfleger de functie van vice-kapelmeester, later werd hij kapelmeester. De hertog gaf aan Pfleger de opdracht om de hofkapel uit te bouwen, waarvoor Pfleger een uitgebreid plan opstelde met een opsomming van de benodigde musici en zangers voor het gewenste ensemble.

### Gottorf
In 1665 kreeg Pfleger een aanstelling als kapelmeester van hertog Christiaan Albrecht van Sleeswijk-Holstein-Gottorp in diens residentie Slot Gottorf te Sleeswijk. Mogelijk had Magdalena Sibylla - de zus van hertog Christiaan Albrecht en tevens echtgenoot van Pflegers vorige werkgever - hierin een bemiddelende rol gespeeld.
In zijn nieuwe functie kreeg Pfleger meteen de opdracht om zes lofzangen te componeren ter ere van de opening van de universiteit van Kiel. Deze lofzangen op tekst van Daniel Georg Morhof werden een jaar later uitgegeven als onderdeel van een gedenkboek.
In 1669 leverde Pfleger de muziek bij twee opera-achtige toneelspelen ter ere van de verjaardag van hertog Christiaan Albrecht. Ook hier leverde Morhof de teksten.

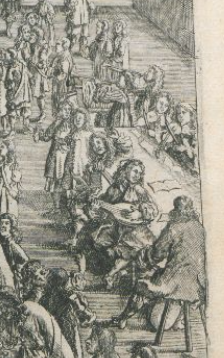
De hofkapel op een feest ter ere van de opening van de universiteit van Kiel. Een van de muzikanten is vermoedelijk Augustin Pfleger.

### Vertrek naar onbekende bestemming
Pfleger verliet Sleeswijk op 16 mei 1673. Hij werd door Johann Theile opgevolgd als kapelmeester. Het is onbekend waarom Plfeger uit Gottorf vertrok. Evenmin is bekend waarheen hij is verhuisd en welke werkzaamheden hij deed. De mogelijkheid bestaat dat hij in 1681 weer in dienst was te Güstrow. Ook zijn er aanwijzingen dat hij werkzaam was in Flensburg. 

### Overlijden
In juli 1686 bleek Pfleger weer woonachtig te zijn in Schlackenwerth waar hij opnieuw kapelmeester was. Hij trad daar op 22 juli in het huwelijk met zijn tweede echtgenote, Maria Margareta Frölligin.
Als zijn sterfjaar wordt doorgaans 1686 aangehouden, maar er zijn in feite geen gegevens beschikbaar van zijn daadwerkelijke overlijden.
De hofschilder Franz Pfleger (†1730) was mogelijk een zoon van Augustin.

## Werken
Augustin Pfleger was in de 17e eeuw een componist van aanzien. Zijn composities werden gespeeld in de verschillende Duitse vorstendommen en zelfs tot in Parijs en Uppsala. In Sleeswijk werkte Pfleger in een inspiratievolle omgeving waar bekende componisten als Dietrich Buxtehude en Matthias Weckmann hun stempel op het muziekleven drukten. 
Er is een groot aantal composities van Pfleger bewaard gebleven. Enkele van zijn werken zijn: 
- Psalmi, dialogi et motettae (1661): achttien religieuze composities op Latijnse teksten.
- Odae concertantes, quas variis vocibus et instrumentis in actu inaugurationis lusit Musicorum Chorus (1665/1666): zes lofzangen ter ere van de opening van de universiteit van Kiel, op tekst van Daniel Georg Morhof. Vier teksten zijn in het Latijn en twee in het Duits.
- Cyclus met 71 cantates voor de zon- en feestdagen van het kerkelijk jaar. De teksten zijn geschreven in het Duits. Vermoedelijk gaat het om een later werk van Pfleger.